# Link Wray
Fred Lincoln "Link" Wray Jr (Dunn, 2 maggio 1929 – Copenaghen, 5 novembre 2005) è stato un chitarrista e cantante statunitense.
È conosciuto soprattutto per il brano Rumble inciso da Link Wray & His Ray Men nel 1958, utilizzato nelle pellicole Pulp Fiction, Blow e Independence Day, l'unico singolo strumentale censurato dalle radio negli Stati Uniti. Wray è ricordato per aver esplorato un nuovo suono per le chitarre elettriche, come esemplificato dal brano Rumble, pubblicato da Link Wray and his Ray Men, nel quale il suono della chitarra si fa più distorto che in precedenza. Link Wray si trova al sessantasettesimo posto nella Lista dei 100 migliori chitarristi secondo Rolling Stone. Jeff Beck, Duff McKagan, Jimmy Page, Jimi Hendrix, Marc Bolan, Neil Young e Bob Dylan hanno citato Wray fra le loro influenze musicali. È considerato l'inventore del power chord.

## Biografia
Wray, di origine Shawnee, nacque da Lillie M. Coats e Frederick "Fred" Lincoln Wray a Dunn, Carolina del Nord. Fu qui che ascoltò per la prima volta il suono di una chitarra slide, suonata da un artista circense chiamato "Hambone". Più tardi, Link e la sua famiglia si spostarono a Norfolk, in Virginia, dato che suo padre lavorava presso i cantieri navali della marina.
Wray partecipò con l'esercito statunitense alla Guerra di Corea, dove contrasse una tubercolosi che gli costò la perdita di un polmone. I suoi medici gli dissero che non avrebbe più cantato, così Link si concentrò sull'attività di chitarrista. Nonostante questo, nelle sue parti vocali mostrò una voce forte e un'estensione equivalente a quella del cantante rhythm 'n' blues Clarence 'Frogman' Henry.
Nel 1956, la sua famiglia si spostò a Washington e da lì in una fattoria ad Accokeek, nel Maryland. Nello stesso anno, Wray realizzò il suo primo album come chitarrista della band Lucky Wray and the Palomino Ranch Hands per la Starday Records. Nel 1958, partecipando allo show televisivo Milt Grant's House Party di Washington, D.C. e cercando di scrivere un brano che somigliasse alla hit dei Diamonds The Stroll, la band scrisse un blues il cui titolo provvisorio era Oddball e che poi intitolò Rumble.
La band ebbe poi altri successi, tra gli anni cinquanta e sessanta, con i brani Rawhide, Ace of Spades e Jack the Ripper. Dopo un primo periodo di hits, la carriera di Wray conobbe periodi di ritiro con altri di rinnovata popolarità, particolarmente in Europa. Nei primissimi anni Settanta andò a vivere in Arizona con suo fratello Vernon e, in seguito, a San Francisco. Wray si trasferì in Europa negli anni ottanta dopo aver conosciuto e sposato Olive Julie Povlsen, una studentessa danese che studiava la cultura dei nativi americani.
La sua musica fu riscoperta negli anni novanta ed inserita nei film Pulp Fiction, Desperado, L'esercito delle 12 scimmie, Voglia di ricominciare, It Might Get Loud, Blow e Independence Day. Visse i suoi ultimi anni con la moglie su un'isola danese, intraprendendo frequenti tour sino alla sua morte per insufficienza cardiaca all'età di 76 anni, il 5 novembre 2005, nella sua casa di Copenaghen.

## Discografia

### Album in studio
- 1960 - Link Wray & The Raymen (Epic, LN 3661)
- 1962 - Great Guitar Hits by Link Wray (Vermillion Records, LP-1924)
- 1963 - Jack The Ripper (Swan Records, S-LP 510,)
- 1964 - Link Wray Sings and Plays Guitar (Vermillion Records, LP-1925)
- 1963-2006 - Link Wray Early Recordings
- 1971 - Link Wray
- 1971 - Mordicai Jones
- 1972 - Be What You Want To
- 1973 - Beans and Fatback
- 1974 - The Link Wray Rumble
- 1975 - Stuck in Gear
- 1979 - Bullshot
- 1979 - Live at the Paradiso
- 1990 - Apache
- 1990 - Wild Side of the City Lights
- 1993 - Indian Child
- 1997 - Shadowman
- 1997 - Walking Down a Street Called Love

### EP
- 1956 - When You Cross Your Heart (Kay Records, 3690; con Bob Dean And Cindy)

### Singoli
- 1957 - Teenage Cutie/You're My Song (Starday Records, 608; con Doug Wray)
- 1959 - Comanche/Lillian (Epic, 5-9321)
- 1959 - Slinky/Rendezvous (Epic, 5-9343)
- 1960 - Trail of the Lonesome Pine/Golden Strings (Epic, 5-9361)
- 1960 - Ain't That Lovin' You Babe/Mary Ann (Epic, 5-9419)
- 1961 - El Toro/Tijuana (Epic, 5-9454)
- 1962 - Poppin' Popeye/Big City Stomp (Trans Atlas, M687)

## Riconoscimenti postumi
Robert Ehrlich, governatore del Maryland, ha dichiarato il 15 gennaio Link Wray Day.
Nel giugno 2009, la Biblioteca del Congresso ha aggiunto "Rumble" al National Recording Registry.